# Estnische Badmintonmeisterschaft 1994
Die Estnische Badmintonmeisterschaft 1994 fand im Februar 1994 in Tallinn statt. Es war die 30. Austragung der Titelkämpfe.

## Medaillengewinner
| Disziplin    | Gold                                            | Silber                                                          | Bronze                                                         |
| ------------ | ----------------------------------------------- | --------------------------------------------------------------- | -------------------------------------------------------------- |
| Herreneinzel | Heiki Sorge, Tartu Vanalinna SpK                | Einar Veede, Tartu Vanalinna SpK                                | Raul Tikk, Tartu Vanalinna SpK                                 |
| Herreneinzel | Heiki Sorge, Tartu Vanalinna SpK                | Einar Veede, Tartu Vanalinna SpK                                | Kristo Kivisaar, Tallinn                                       |
| Dameneinzel  | Liia Dubkovskaja, Tartu Vanalinna SpK           | Anneli Parts, Tartu Vanalinna SpK                               | Mari Tomingas, Tartu Vanalinna SpK                             |
| Dameneinzel  | Liia Dubkovskaja, Tartu Vanalinna SpK           | Anneli Parts, Tartu Vanalinna SpK                               | Külli Iste, Tartu Vanalinna SpK                                |
| Herrendoppel | Raul Tikk Einar Veede, Tartu Vanalinna SpK      | Tanel Talts Taimar Talts, SPK Saku Sulg                         | Heiki Sorge Meelis Maiste, Tartu Vanalinna SpK / SPK Saku Sulg |
| Herrendoppel | Raul Tikk Einar Veede, Tartu Vanalinna SpK      | Tanel Talts Taimar Talts, SPK Saku Sulg                         | Andres Aru Peeter Ärmpalu, Tallinn                             |
| Damendoppel  | Mari Tomingas Kairi Viilup, Tartu Vanalinna SpK | Katrin Aru Mare Pedanik, Tallinna NSK                           | Anneli Parts Liia Dubkovskaja, Tartu Vanalinna SpK             |
| Damendoppel  | Mari Tomingas Kairi Viilup, Tartu Vanalinna SpK | Katrin Aru Mare Pedanik, Tallinna NSK                           | Külli Iste Katrin Kuusk, Tartu Vanalinna SpK / Tallinn         |
| Mixed        | Raul Tikk Anneli Parts, Tartu Vanalinna SpK     | Kalle Kaljurand Liia Dubkovskaja, Tallinn / Tartu Vanalinna SpK | Heiki Sorge Mari Tomingas, Tartu Vanalinna SpK                 |
| Mixed        | Raul Tikk Anneli Parts, Tartu Vanalinna SpK     | Kalle Kaljurand Liia Dubkovskaja, Tallinn / Tartu Vanalinna SpK | Andres Aru Katrin Kuusk, Tallinn                               |